# Вільям Осула
Ві́льям Ідаму́діа Да́угор Осу́ла (дан. William Idamudia Daugaard Osula; нар. 4 серпня 2003, Копенгаген) — данський футболіст, нападник англійського клубу «Ньюкасл Юнайтед».

## Клубна кар'єра

### «Шеффілд Юнайтед»
Вихованець футбольної академії данського клубу «Копенгаген», 2018 року приєднався до структури англійського «Шеффілд Юнайтед». 13 липня 2021 року підписав з клубом свій перший професіональний контракт. 16 березня 2022 року дебютував у професіональному футболі в матчі Чемпіоншипу проти «Блекпула», вийшовши на заміну Моргану Гіббс-Вайту.
1 вересня 2022 року відправився в сезонну оренду в клуб Першої ліги «Дербі Каунті». Дебютував за нову команду 3 вересня в матчі проти клубу «Плімут Аргайл», замінивши Джеймса Коллінза. 10 жовтня в поєдинку Першої ліги проти «Аккрінгтон Стенлі» забив свої перші голи за «Дербі Каунті», оформивши дубль. 4 січня 2023 року достроково відкликаний з оренди.
12 серпня 2023 року в матчі проти клубу «Крістал Пелес» дебютував у Прем'єр-лізі, вийшовши в стартовому складі. 6 січня 2024 року в поєдинку Кубка Англії проти «Джиллінгема» забив свої перші м'ячі за «Шеффілд Юнайтед», відзначився дублем. В сезоні 2023–24 провів 21 матч у Прем'єр-лізі та забив 3 голи в Кубку Англії.

### «Ньюкасл Юнайтед»
8 серпня 2024 року перейшов в клуб Прем'єр-ліги «Ньюкасл Юнайтед», підписавши п'ятирічний контракт. Сума трансферу становила близько 15 млн фунтів стерлінгів. 21 вересня 2024 року дебютував за «Ньюкасл Юнайтед» в матчі Прем'єр-ліги проти «Фулгему», вийшовши на заміну Ентоні Гордону. 12 січня 2025 року в поєдинку Кубка Англії проти «Бромлі» забив свій перший гол за клуб. 26 квітня 2025 року в поєдинку проти «Іпсвіч Таун» вперше відзначився м'чем у Прем'єр-лізі. В сезоні 2024–25 дійшов з «Ньюкаслом» до фіналу Кубка ліги, допомігши команді здобути перший трофей за 70 років.

## Кар'єра в збірній
Виступав за збірні Данії до 19 і до 21 року. За збірну до 21 року дебютував 16 червня 2023 року в матчі кваліфікації до молодіжного чемпіонату Європи 2025 проти збірної Литви.
В травні 2025 року потрапив в заявку збірної до 21 року на молодіжний чемпіонат Європи в Словаччині. На турнірі провів чотири матчі, відзначившись голом проти збірної України та дублем проти збірної Нідерландів, а його команда дійшла до чвертьфіналу, де поступилась збірній Франції.

## Особисте життя
Народився в Данії в родині нігерійця та датчанки, що переїхали в Англію, коли він був дитиною.

## Статистика виступів
Станом на 25 травня 2025 
| Клуб              | Сезон             | Чемпіонат         | Чемпіонат | Чемпіонат | Кубок | Кубок | Кубок ліги | Кубок ліги | Інші  | Інші | Всього | Всього |
| Клуб              | Сезон             | Дивізіон          | Матчі     | Голи      | Матчі | Голи  | Матчі      | Голи       | Матчі | Голи | Матчі  | Голи   |
| ----------------- | ----------------- | ----------------- | --------- | --------- | ----- | ----- | ---------- | ---------- | ----- | ---- | ------ | ------ |
| Шеффілд Юнайтед   | 2021–22           | Чемпіоншип        | 5         | 0         | 0     | 0     | 0          | 0          | 0     | 0    | 5      | 0      |
| Шеффілд Юнайтед   | 2022–23           | Чемпіоншип        | 2         | 0         | 0     | 0     | 0          | 0          | –     | –    | 2      | 0      |
| Шеффілд Юнайтед   | 2023–24           | Прем'єр-ліга      | 21        | 0         | 2     | 3     | 1          | 0          | –     | –    | 24     | 3      |
| Шеффілд Юнайтед   | Всього            | Всього            | 28        | 0         | 2     | 3     | 1          | 0          | 0     | 0    | 31     | 3      |
| → Дербі Каунті    | 2022–23           | Перша ліга        | 16        | 2         | 3     | 3     | 1          | 0          | 1     | 0    | 21     | 5      |
| Ньюкасл Юнайтед   | 2024–25           | Прем'єр-ліга      | 14        | 1         | 2     | 1     | 3          | 0          | 0     | 0    | 19     | 2      |
| Всього за кар'єру | Всього за кар'єру | Всього за кар'єру | 59        | 3         | 7     | 7     | 5          | 0          | 1     | 0    | 71     | 10     |

1. ↑  Матчі в Трофеї Футбольної ліги

## Досягнення
«Ньюкасл Юнайтед»
- Володар Кубка Футбольної ліги: 2024–25[39]